# Anolis mestrei
Espèce
Synonymes
- Norops mestrei (Barbour & Ramsden, 1916)

Anolis mestrei est une espèce de sauriens de la famille des Dactyloidae. 

## Répartition
Cette espèce est endémique de l'Ouest de Cuba.

## Description
Les mâles mesurent jusqu'à 56 mm et les femelles jusqu'à 46 mm.

## Étymologie
Cette espèce est nommée en l'honneur d'Aristides Mestre.

## Publication originale
- Barbour & Ramsden, 1916 : A new Anolis from Cuba. Proceedings of the Biological Society of Washington, vol. 29, p. 19-20 (texte intégral).